# Aristides de Araújo Porto
Dom Aristides de Araújo Porto (São João Nepomuceno, 5 de outubro de 1882 — Montes Claros, 7 de abril de 1947) foi um bispo católico brasileiro, e Bispo de Montes Claros durante o período de 1943 a 1947. Foi descendente de imigrantes açorianos que chegaram ao Brasil no século XVIII e que se radicaram em Minas Gerais.